# Liste de racines grecques (lettre X)
Pour un article plus général, voir Racine grecque.
| Racine                   | Origine grecque | Sens | Exemples de mots comportant la racine |
| ------------------------ | --- | --- | --- |
| -xanth(o)-               | ξανθός (xanthós) | Jaune | Xanthane, Xanthate, Xanthélasma, Xanthène, Xanthie, Xanthine, Xanthinurie, Xanthippe, Xanthique, Xanthitane, Xanthocyanopsie, Xanthoderme, Xanthofibrome, Xanthogénique, Xanthomatose, Xanthome, Xanthone, Xanthophore, Xanthophycée, Xanthophylle, Xanthopicrite, Xanthopsie, Xanthoria, Xanthorrhize, Xanthorrhée, Xanthos1, Xanthos2, Xanthose, Rhamnoxanthine |
| -xène, -xén(o)- ; -xin   | ξένος (xénos) | Étranger | Xénagie, Xénarque, Xénarthre, Xénate, Xénélasie, Xenia, Xénisme, Xenium, Xéno-androgène, Xénoantigène, Xénobiose, Xénobot, Xenoceratops, Xénocrate, Xénocristal, Xénodacnis, Xenodochium, Xénofuge, Xénoglossie, Xénogramme, Xénogreffe, Xénographie, Xénohormone, Xénolithe, Xénon, Xénomorphe, Xénonyme, Xénopathie, Xénope, Xénophagie, Xénophile, Xénophobie, Xénophon1, Xénophon2, Xénophon3, Xénophyte, Xenoposeidon, Xénose, Xénospingue, Xénotropisme, Axénique, Axénisation, Proxène, Pyroxène, Proxénète, Proxénétisme ; Euxin                                |
| -xér(o)-,-xer(o)- ; -xir | ξερός (xerós) | Sec | Xérampélin, Xérampéline, Xéranthème, Xérasie, Xérique, Xéroacidiphile, Xérocopie, Xeroderma, Xérodermie, Xérographie, Xérome, Xéromorphe, Xérophagie, Xérophile, Xerophorbium, Xérophtalmie, Xérophyte, Xéropineur, Xérosis, Xérostomie, Xérothermique, Xérothermophile, Xérotribie, Xerus, Phylloxéra ; Élixir |
| xi                       | ξῖ (xĩ) | Lettre grecque xi (ξ, Ξ) | Xi1, Xi2 |
| -xin                     | ξένος (xénos) | Étranger | voir -xén(o)- |
| xiph-                    | ξίφος (xíphos) | Épée, poignard | Xiphias, Xiphidion, Xiphisternal, Xiphodyme, Xiphodynie, Xiphoïdalgie, Xiphoïde, Xiphopage, Xiphophore, Xiphophyllum, Xiphosure |
| -xir                     | ξερός (xerós) | Sec | voir -xér(o)- |
| -xtase-                  | ἵστημι(hístêmi) → στάσις(stásis) ; ἄστατος(ástatos) ; διάστασις(diástasis) → suffixe -ασις (-asis) ; ἐπίσταμαι (épístamai) → ἐπιστήμη (épistếmê) | Placer debout, dresser, ériger, se tenir debout, être fixe → base, arrêt ; instable, incertain ; séparation → (suffixe servant à caractériser les) enzyme(s) ; être fixé sur, être calé, être versé dans, savoir → science, habileté, connaissance | voir -stas- |
| -xyl(o)-                 | ξύλον (xúlon) | Bois | Xylaire, Xylaloë, Xylane, Xylème, Xylène, Xylénol, Xylharmonicon, Xylidine, Xyline, Xylite, Xylitol, Xylobie, Xylocaïne, Xylocampe, Xylocarpe, Xylocope, Xylocordéon, Xylocryptite, Xyloculture, Xylogène, Xyloglossie, Xyloïde, Xyloïdine, Xylolâtre, Xylologie, Xylomancie, Xylométrie, Xylomyce, Xylon, Xylonide, Xylopale, Xylophage, Xylophène, Xylophile, Xylophone, Xylophore, Xylopia, Xylose, Xylostome, Xylothèque, Xylotome, Céroxylon, Céroxyline, Érythroxylon, Hématoxyline, Hématoxylon, Monoxyle, Myroxylon, Polyxyle, Pycnoxyle, Pyroxylé, Sidéroxylon |